# HD 35521
HD 35521，又名BD+33 1045，SAO 58030、HR 1796，是一颗恒星，视星等为6.15，位于銀經174.19，銀緯-1.05，其B1900.0坐标为赤經5h 20m 17.4s，赤緯+33° -1.05′ 28″。